# Haueda
Haueda o localitate cu  376 de locuitori, ce aparține de orășelul Liebenau din districtul Kassel, nordul landului Hessa, Germania.
Coordonate: 51° 29' 22" N, 9° 14' 58" O